# Liste der denkmalgeschützten Objekte in St. Egyden am Steinfeld
Die Liste der denkmalgeschützten Objekte in St. Egyden am Steinfeld enthält die 16 denkmalgeschützten, unbeweglichen Objekte der Gemeinde St. Egyden am Steinfeld im niederösterreichischen Bezirk Neunkirchen.

## Denkmäler
| Foto |                 | Denkmal                                                                     | Standort                                                           | Beschreibung | Metadaten |
| ---- | --------------- | --------------------------------------------------------------------------- | ------------------------------------------------------------------ | --- | --- |
| ja   | Datei hochladen | Barocke Portalanlage HERIS-ID: 33906 Objekt-ID: 31697                       | Puchberger Straße 1-2 Standort KG: Gerasdorf am Steinfelde         | Barocke Portalanlage einer 1963 geschleiften Schlossanlage, die im Kern aus dem Mittelalter stammte und im 18. und 19. Jahrhundert umgebaut wurde. Am Standort des ehemaligen Schlosses befindet sich die Sonderstrafanstalt für Jugendliche. | BDA-Hist.: Q37954848 Status: § 2a Stand der BDA-Liste: 2025-06-30 Name: Barocke Portalanlage GstNr.: 517/2                                                                               |
| ja   | Datei hochladen | Bauernhof HERIS-ID: 111099 Objekt-ID: 128876                                | Lindenplatz 3 Standort KG: Neusiedl am Steinfelde                  | Dreiseithof aus der Mitte des 19. Jahrhunderts, stark erneuert | BDA-Hist.: Q37821759 Status: Bescheid Stand der BDA-Liste: 2025-06-30 Name: Bauernhof GstNr.: .4                                                                                         |
| ja   | Datei hochladen | Teil der 1. Wiener Hochquellenleitung HERIS-ID: 111354 Objekt-ID: 129170    | Standort KG: Neusiedl am Steinfelde                                | Die I. Wiener Hochquellenwasserleitung ist ein Teil der Wiener Wasserversorgung und war die erste Versorgung von Wien mit einwandfreiem Trinkwasser. Nach vierjähriger Bauzeit wurde die 95 Kilometer lange Leitung am 24. Oktober 1873 eröffnet. An diesem Standort befindet sich der 1956 eröffnete Wasserbehälter Neusiedl am Steinfeld. Weiters gibt es auf dem Gebiet der KG den Einstiegsturm 18a. | BDA-Hist.: Q64765554 Status: Bescheid Stand der BDA-Liste: 2025-06-30 Name: Teil der 1. Wiener Hochquellenleitung GstNr.: 990/2 Wasserbehälter Neusiedl am Steinfeld                     |
| ja   | Datei hochladen | Schloss Saubersdorf HERIS-ID: 58089 Objekt-ID: 68539seit 2012               | Schloßgasse 1 Standort KG: Saubersdorf                             | Schloss Saubersdorf, urkundlich erwähnt 1146, besteht in der heutigen Form aus einem im Westen und Süden hakenförmig angeordneten, im Kern aus dem 16./17. Jahrhundert stammenden zweigeschoßigen Gebäude, das zusammen mit im Norden an den Westtrakt anschließenden Gebäudeteilen aus dem 17. Jahrhundert und Einfriedungsmauern im Norden und Osten einen annähernd rechteckigen Hof einschließt. Über dem nach Westen gerichteten Portal erhob sich früher vermutlich ein Torturm. In der Südostecke im Erdgeschoß befand sich vermutlich früher eine Schwarze Küche; das Obergeschoß des Südtraktes beherbergt einen großen Saal. | BDA-Hist.: Q38080425 Status: Bescheid Stand der BDA-Liste: 2025-06-30 Name: Schloss Saubersdorf GstNr.: 1618/2, .62, 1618/1 Schloss Saubersdorf, St. Egyden am Steinfeld                 |
| ja   | Datei hochladen | Schlosskapelle hl. Veit HERIS-ID: 93068 Objekt-ID: 108059                   | Schloßgasse 1 Standort KG: Saubersdorf                             | Ein romanischer Saalbau mit Rechteckchor und Chorturm aus dem 12./13. Jahrhundert im Hof des Schlosses Saubersdorf, Veränderungen im 18. Jahrhundert, 1956 an die Pfarre St. Egyden am Steinfeld geschenkt. | BDA-Hist.: Q37761257 Status: § 2a Stand der BDA-Liste: 2025-06-30 Name: Schlosskapelle hl. Veit GstNr.: .63 Schloss Saubersdorf, St. Egyden am Steinfeld                                 |
| ja   | Datei hochladen | Wegkapelle HERIS-ID: 80915 Objekt-ID: 94671                                 | in der Nähe von Wr. Neustädter Straße 172 Standort KG: Saubersdorf | Bau aus der Mitte des 19. Jahrhunderts mit Satteldach. Schauseite mit Pilastern 20. Jahrhundert und Putzspiegel im Giebelfeld. | BDA-Hist.: Q38174748 Status: § 2a Stand der BDA-Liste: 2025-06-30 Name: Wegkapelle GstNr.: .68                                                                                           |
| ja   | Datei hochladen | Teil der 1. Wiener Hochquellenleitung HERIS-ID: 111355 Objekt-ID: 129171    | Standort siehe Beschreibung KG: Saubersdorf                        | Die I. Wiener Hochquellenwasserleitung ist ein Teil der Wiener Wasserversorgung und war die erste Versorgung von Wien mit einwandfreiem Trinkwasser. Nach vierjähriger Bauzeit wurde die 95 Kilometer lange Leitung am 24. Oktober 1873 eröffnet. Auf dem Gebiet der KG liegen zwei Einstiegstürme, Einstiegsturm 19 und Einstiegsturm 20 (Bild) sowie eine kleine (Kanalbrücke über den Johannesbach). | BDA-Hist.: Q64765556 Status: Bescheid Stand der BDA-Liste: 2025-06-30 Name: Teil der 1. Wiener Hochquellenleitung GstNr.: 1968, 2098 Hochquellenwasserleitung in St. Egyden am Steinfeld |
| ja   | Datei hochladen | Kreuzkapelle HERIS-ID: 80133 Objekt-ID: 93850                               | bei Boschgraben 21 Standort KG: Urschendorf                        | Bau von 1706 unter Satteldach mit geschweiftem Giebel, 1844/49 durch Vorbau unter Satteldach mit Rechtecköffnung erweitert (Türblatt bezeichnet 1849), Vorbau 1971 erneuert. | BDA-Hist.: Q38172751 Status: § 2a Stand der BDA-Liste: 2025-06-30 Name: Kreuzkapelle GstNr.: 711/62                                                                                      |
| ja   | Datei hochladen | Pfarrhof HERIS-ID: 34882 Objekt-ID: 33373                                   | Kirchenplatz 1 Standort KG: Urschendorf                            | Unregelmäßiger Vierseithof, im Kern erste Hälfte des 18. Jahrhunderts. Der zweigeschoßige Wohnteil mit hofseitiger Giebelfront wurde im 20. Jahrhundert erneuert, erhalten ist das Portalgewände aus der ersten Hälfte bis Mitte des 19. Jahrhunderts. Der ehemalige eingeschoßige Wirtschaftsteil hat im Inneren teilweise Stichkappentonnen. | BDA-Hist.: Q37960757 Status: § 2a Stand der BDA-Liste: 2025-06-30 Name: Pfarrhof GstNr.: .4 Pfarrhof St. Egyden am Steinfeld                                                             |
| ja   | Datei hochladen | Kath. Pfarrkirche hl. Ägidius und Friedhof HERIS-ID: 50620 Objekt-ID: 55754 | bei Kirchenplatz 1 Standort KG: Urschendorf                        | Im Kern romanischer Saalbau mit Rechteckchor um 1230, urkundlich 1362 Pfarre, gotischer Ostturm im 14. Jahrhundert aufgesetzt, 1683 während der Türkenbelagerung stark beschädigt, ab ca. 1700 Ausbau des Langhausinneren, 1714 Einwölbung des gesamten Baues und Einzug des Emporengeschoßes, dadurch Umgestaltung vom Saalbau zur 3schiffigen Emporenhalle, 1845 Entfernung des urspr. Turmaufganges und Umbau der Sakristei, 1850 Bau der kleinen Sakristei im südlichen Chorwinkel, 1890 Vergrößerung der Langhausfenster an der Südseite, 1995 Treppenabgang zur barocken Gruft freigelegt.                                       | BDA-Hist.: Q38041241 Status: § 2a Stand der BDA-Liste: 2025-06-30 Name: Kath. Pfarrkirche hl. Ägidius und Friedhof GstNr.: .44, 363 Pfarrkirche hl. Ägidius, St. Egyden am Steinfeld     |
| ja   | Datei hochladen | Bildstock HERIS-ID: 80122 Objekt-ID: 93835                                  | Puchberger Straße 155 Standort KG: Urschendorf                     | Der Tabernakelbildstock auf einer toskanischen Säule ist mit 1683 datiert. | BDA-Hist.: Q38172705 Status: § 2a Stand der BDA-Liste: 2025-06-30 Name: Bildstock GstNr.: 481                                                                                            |
| ja   | Datei hochladen | Schloss Urschendorf HERIS-ID: 80129 Objekt-ID: 93845seit 2020               | Schloßplatz 1 Standort KG: Urschendorf                             | Das urkundlich 1432 erstmals erwähnte Schloss ist in der heutigen Erscheinung ein schlichter klassizistischer Bau aus den 1790er-Jahren. | BDA-Hist.: Q105646591 Status: Bescheid Stand der BDA-Liste: 2025-06-30 Name: Schloss Urschendorf GstNr.: .38 Schloss Urschendorf                                                         |
| ja   | Datei hochladen | Rosalienbrunnen HERIS-ID: 80131 Objekt-ID: 93847                            | vor Schloßplatz 16 Standort KG: Urschendorf                        | 1. Hälfte des 19. Jahrhunderts über Quellaustritt in Form einer Halbkuppel, Rundbogenarkade mit Wulst aus Diamantquadern und Blattkapitellchen (romanische Spolien aus der Pfarrkirche, ehemaliges Portal der Friedhofsmauer?). | BDA-Hist.: Q38172734 Status: § 2a Stand der BDA-Liste: 2025-06-30 Name: Rosalienbrunnen GstNr.: 825/6 Rosalienbrunnen Urschendorf                                                        |
| ja   | Datei hochladen | Figurenbildstock hl. Florian HERIS-ID: 80119 Objekt-ID: 93832               | Standort KG: Urschendorf                                           | Die Statue des heiligen Florian stammt vom Ende des 18. Jahrhunderts. | BDA-Hist.: Q38172680 Status: § 2a Stand der BDA-Liste: 2025-06-30 Name: Figurenbildstock hl. Florian GstNr.: 363                                                                         |
| ja   | Datei hochladen | Bildstock HERIS-ID: 80120 Objekt-ID: 93833                                  | Standort KG: Urschendorf                                           | Das Leuchterhäuschen in Form eines Tabernakelpfeilers mit schmiedeeisernem Gitter und Pyramidendach entstand im 15. Jahrhundert. | BDA-Hist.: Q38172687 Status: § 2a Stand der BDA-Liste: 2025-06-30 Name: Bildstock GstNr.: 363                                                                                            |
| ja   | Datei hochladen | Bildstock HERIS-ID: 80121 Objekt-ID: 93834                                  | Standort KG: Urschendorf                                           | Der Tabernakelbildstock mit gebauchtem achtseitigem Schaft stammt aus dem 16. Jahrhundert. | BDA-Hist.: Q38172696 Status: § 2a Stand der BDA-Liste: 2025-06-30 Name: Bildstock GstNr.: 817                                                                                            |